# Bryan Watson
Bryan Joseph Watson (Bancroft, 14 novembre 1942 – St. Michaels, 8 luglio 2021) è stato un hockeista su ghiaccio e allenatore di hockey su ghiaccio canadese che nel corso della carriera ha militato nella National Hockey League.

## Carriera
Watson iniziò a giocare a hockey nella Ontario Hockey Association vestendo per tre stagioni la maglia dei Peterborough Petes fino alla primavera del 1963, quando ebbe la prima possibilità di esordire fra i professionisti giocando tre incontri nella Eastern Professional Hockey League.
Nelle due stagioni successive militò nell'organizzazione dei Montreal Canadiens, formazione con cui fece il proprio esordio in National Hockey League, tuttavia fu impiegato soprattutto nelle leghe minori con gli Omaha Knights e i Quebec Aces.
Nel 1965 si trasferì a Detroit; nelle due stagioni che trascorse con i Detroit Red Wings Watson iniziò ad emergere per le sue doti di provocatore, disturbando e innervosendo gli attaccanti avversari. Nonostante il fisico minuto non rinunciava anche al gioco fisico ricevendo però moltissime penalità. Due suoi compagni di squadra, Gordie Howe e Alex Delvecchio, coniarono per lui il soprannome Bugsy poiché era simile a un insetto mentre infastidiva gli avversari.
Nell'estate del 1967 in occasione dell'NHL Expansion Draft Watson fu selezionato dai Minnesota North Stars, tuttavia quello stesso giorno fu coinvolto in una serie di scambi che lo riportarono a Montréal. Rimase un solo anno giocando ancora nelle leghe minori come l'American Hockey League e la Central Hockey League, conquistando in CHL i titoli di miglior difensore e di MVP della lega.
Dopo alcuni mesi trascorsi con gli Oakland Seals nel febbraio del 1969 Watson approdò ai Pittsburgh Penguins, squadra con cui rimase per cinque anni diventando uno dei difensori principali della franchigia. Nelle stagioni successive cambiò squadra diverse volte, St. Louis Blues, ancora Detroit e i Washington Capitals. Si ritirò nel 1979 dopo aver giocato alcuni incontri nella World Hockey Association con i Cincinnati Stingers.
Nella stagione 1980-1981 fu scelto dagli Edmonton Oilers come nuovo allenatore dopo la promozione di Glen Sather al ruolo di general manager, tuttavia dopo un brutto avvio di campionato fu esonerato e Sather fece ritorno in panchina.

## Palmarès

### Individuale
- CPHL Most Valuable Defenseman Award: 1

1967-1968
- CPHL Most Valuable Player Award: 1

1967-1968
- CPHL First All-Star Team: 1

1967-1968